# 小林道夫 (音楽家)
小林 道夫（こばやし みちお、1933年1月3日 - ）は、日本のピアノ奏者、チェンバロ奏者、フォルテピアノ奏者、指揮者。バロック音楽、特にヨハン・ゼバスティアン・バッハへの造詣が深い。

## 略歴

### 学歴
1951年 東京都立小山台高等学校卒業。、1955年 東京藝術大学音楽学部楽理科卒業。1965年、ドイツ・デトモルト音楽大学へ留学。

### 職歴
東京芸大卒業後、伴奏者として幅広い活動を開始。バリトン歌手中山悌一と全国的にリート演奏を行う。
1960年頃に来日したゲルハルト・ヒュッシュ、ヘルマン・プライ、ルートヴィヒ・ヘルシャー、ジャン＝ピエール・ランパルらと共演。
ドイツ留学から帰国後はチェンバロとピアノの独奏、伴奏だけでなく、バロック音楽を中心に、アンサンブル、オーケストラ指揮、合唱指揮と幅広い活動を続ける。
1970年、東京芸大の学生が結成した東京藝術大学バッハカンタータクラブの指揮者に迎えられ、テノール歌手佐々木正利、ヴァイオリン奏者蒲生克郷、チェンバロ奏者鈴木雅明、渡邊順生ら後の日本のバッハ演奏の中心をなす演奏家の多くを指導、育てる。
国立音楽大学教授を経て、1998年より東京藝術大学客員教授、2000年より大阪芸術大学客員教授、2008年より大分県立芸術文化短期大学客員教授。
その他、2011年から2015年にかけ日本チェンバロ協会の初代会長を務める。

### 受賞歴
- 1956年、毎日音楽賞・新人奨励賞
- 1970年、鳥井音楽賞（現、サントリー音楽賞）
- 1972年、ザルツブルク国際財団・モーツァルテウム記念メダル
- 1979年、モービル音楽賞
- 2019年、日本製鐵音楽賞・特別賞

## 演奏について
伴奏ピアニストとしても、過去に来日した多くの世界的ソリストと共演し、バリトン歌手ディートリヒ・フィッシャー＝ディースカウ、テノール歌手エルンスト・ヘフリガー、チェロ奏者ピエール・フルニエ、ソプラノ歌手アーリーン・オジェー、フルート奏者オーレル・ニコレなどの伴奏を勤めた。チェンバロ奏者としては、1973年10月26日に、ヘルベルト・フォン・カラヤン率いるベルリン・フィルハーモニー管弦楽団と共演して、ヨハン・ゼバスティアン・バッハのブランデンブルク協奏曲第１番でチェンバロを演奏している。

### ゴルトベルク変奏曲演奏会
1972年から毎年12月にバッハの「ゴルトベルク変奏曲」の演奏会（東京文化会館小ホールか上野学園石橋メモリアルホール)を開催していた。毎年休むことなく第49回まで続いたが、節目の第50回（2021年12月24日に予定）演奏会の直前に右腕を痛めやむなく公演を中止、あらためて翌2022年8月29日に第50回演奏会を実施し、一連の「ゴルトベルク変奏曲」演奏会に区切りをつけた。